# Robert Resha
Robert Resha (1920 - 1974) va ser un periodista i dissident polític anti-apartheid sud-africà. Va formar part del Congrés Nacional Africà, primer com a membre de la Lliga Juvenil, i després com a membre del Comitè Executiu Nacional.

## Biografia

### Miner i periodista
Robert Resha va néixer a Bolotwe el 1920. Durant vuit anys va estudiar a l'escola, però porsteriorment va marxar a treballar de miner.
Després de guanyar-se fama de problemàtic, va començar a treballar com a periodista freelance, escrivint articles per a diferents diaris. El 1940 va marxar a viure a Johannesburg.

### Congrés Nacional Africà
Resha es va unir al Congrés Nacional Africà el 1939, convertint-se en un actiu membre de la Lliga Juvenil. Va ser empresonat el 1952 per participar en la Campanya de Desafiament, juntament amb la seva muller, Maggie Resha. Per aquesta contribució, va ser acceptat al Comitè Executiu Nacional de l'ANC el desembre del 1952, actuant com a President en Funcions entre 1954 i 1955 en substitució de l'antic President Joe Matthews. El periodista sud-africà es va veure involucrat en moltes de les protestes i manifestacions realitzades per l'ANC.
Robert Resha també va ser un dels acusats el 1956 en el conegut com a Judici per Traïció, juntament amb altres membres rellevants del moviment anti-apartheid com Nelson Mandela, Joe Slovo o Walter Sisulu. De fet, el seu cas va ser un dels més seriosos, ja que en un discurs seu davant de l'Executiva Nacional del Congrés Nacional Africà havia cridat a l'assassinat de blancs. El març del 1961 va ser absolt de tots els càrrecs. Durant el judici va posar en marxa un boicot, el 1959. Per aquest motiu va ser banejat de la vida pública, a més a més de quedar els seus moviments restringits a Johannesburg.
Després del Judici per Traïció Resha va abandonar Sud-àfrica per convertir-se en ambaixador de l'ANC, traslladant-se a viure a Alger. En aquest càrrec, va parlar diverses vegades davant de les Nacions Unides en representació de l'ANC.
Robert Resha va morir a Londres el 1974 estan a l'exili.